# آپنکه
آپنکه (انگلیسی: Apenke) رودی در کشور آلمان است. این رودخانه پس از طی مسافت ۸٫۵ کیلومتر (۵٫۳ مایل) به می‌ریزد.

## مشخصات
طول این رودخانه ۸٫۵ کیلومتر (۵٫۳ مایل) است.

## موقعیت
آپنکه در کشور آلمان قرار داشته و از عبور می‌کند.